# Новодмитрівка (Сумський район)
Новодми́трівка — село в Україні, у Краснопільській селищній громаді Сумського району Сумської області. Населення становить 242 осіб. До 2016 орган місцевого самоврядування — Краснопільська селищна рада.

## Географія
Селом протікає річка Закобильня, яка за 10 км впадає у річку Сироватку, нижче за течією на відстані 2 км розташоване селище Краснопілля.
По селу тече кілька струмків, що пересихають із загатами.
До села примикає великий лісовий масив (дуб).

## Історія
- Село постраждало внаслідок геноциду українського народу, проведеного урядом СССР 1923—1933 та 1946–1947 роках.
- 12 червня 2020 року, відповідно до розпорядження Кабінету Міністрів України № 723-р «Про визначення адміністративних центрів та затвердження територій територіальних громад Сумської області», село увійшло до складу Краснопільської селищної громади[1].
- 19 липня 2020 року, в результаті адміністративно-територіальної реформи та ліквідації Краснопільського району, увійшло до складу новоутвореного Сумського району[2].

## Економіка
- Молочно-товарна ферма.

## Соціальна сфера
- Школа І с.
- Школа 36.